# UDP tracker
UDP tracker协议是一个高性能、低开销的BitTorrent tracker协议。它使用无状态的用户数据报协议（UDP）而非通过传输控制协议（TCP）的HTTP传输与Tracker通信的数据，且数据采用自定义的二进制格式而不是BitTorrent标准的用于大多数通信的bencode算法。
此协议的URL为下列格式：udp://tracker （页面存档备份，存于）:port。

## 与HTTP Tracker的比较
UDP tracker有着更好的优化，降低了跟踪服务器的运行压力。两种跟踪器均不影响文件传输速度。

## 实现该协议的客户端
- 比特彗星
- BitLord（英语：BitLord）
- BitRocket（英语：BitRocket）
- 比特精灵
- Deluge
- 网际快车
- KTorrent
- libbt（英语：libbt）
- Libtorrent (Rasterbar)（英语：Libtorrent (Rasterbar)）
- qBittorrent
- rtorrent（实现有libTorrent (Rakshasa)（英语：libTorrent (Rakshasa)））
- µTorrent[1]
- Turbo Torrent（英语：Turbo Torrent）
- Vuze
- XBT Client（英语：XBT Client）
- MLDonkey
- Transmission
- Tixati

## 批评
- 有限的IPv6支持（协议为IP地址指定了一个32位整数，支持伪报头的128位IPv6地址）。
- 没有索引站点爬取整个跟踪服务器的机制。
  - 这可以由传统的TCP爬取机制支持，因此不是一个性能问题。
- 没有跟踪服务器实施客户端限制的机制。
- UDP tracker协议没有表明用户代理（user agent），而HTTP协议有。不过，在peer_id中编入user agent和version仍然适用。
- 没有跟踪服务器发送警告消息的机制。
- 没有压缩，尤其不易应对较大的宣告响应。